# Nicolas Frantz
Nicolas Frantz, född 4 november 1899 i Mamer, död 8 november 1985 i staden Luxemburg, var en luxemburgsk tävlingscyklist.
Frantz blev 1924 och 1926 tvåa i Tour de France, som han sedan vann 1927 och 1928 före respektive belgiern Maurice De Waele och fransmannen André Leducq. Frantz var Luxemburgs dittills främste idrottare.